# Bobby Cunliffe (cầu thủ bóng đá, sinh năm 1945)
Bobby Cunliffe (sinh ngày 17 tháng 5 năm 1945) là một cựu cầu thủ bóng đá người Anh thi đấu ở vị trí tiền đạo tầm xa ở Football League cho Manchester City và York City.